# Лилльский институт управления

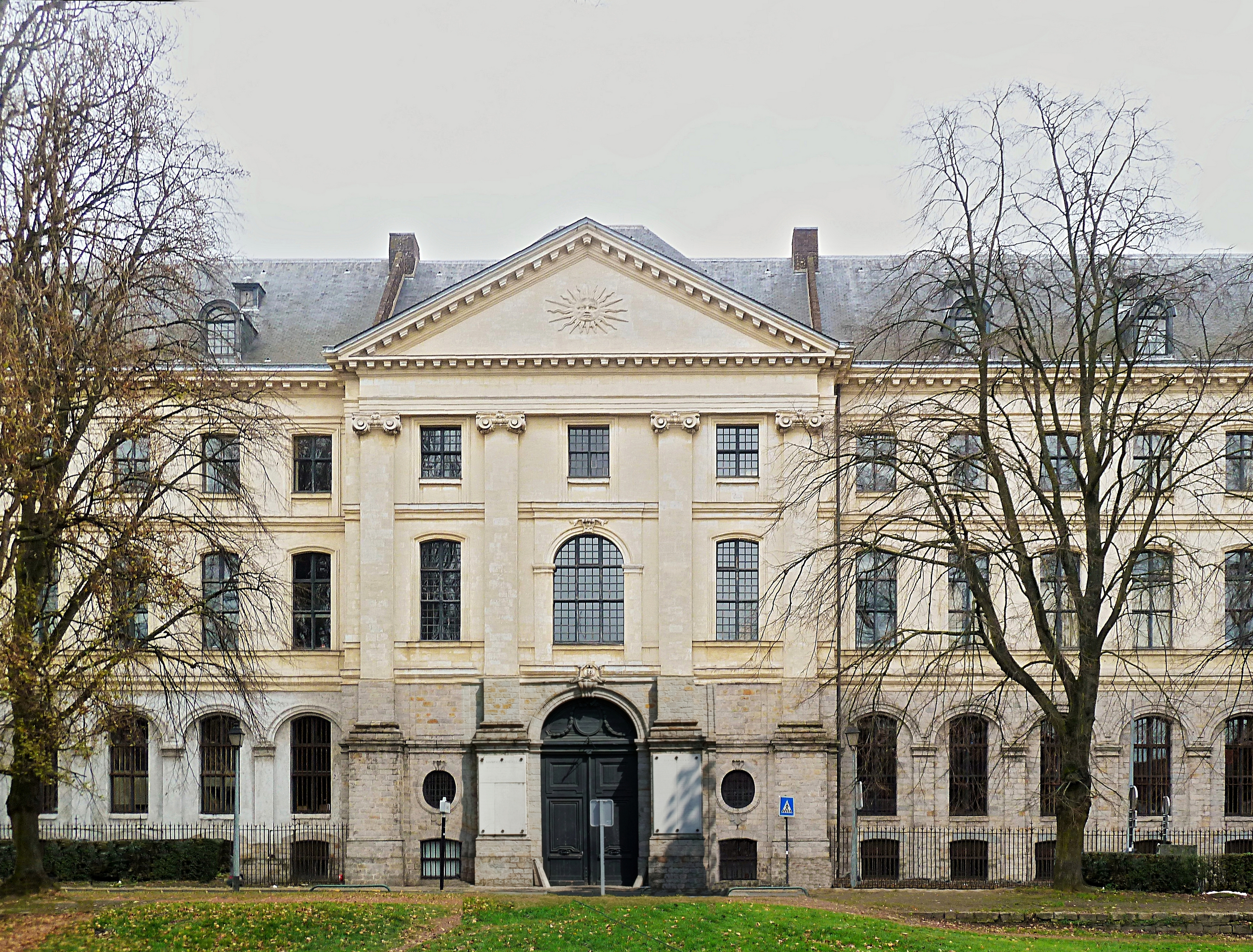
Лилльский институт управления — фасад

Лилльский институт управления (фр. Institut d’Administration des Entreprises de Lille) — французская государственная бизнес-школа при Университете Лилль-1. Входит в организацию Сеть государственных бизнес-школ Франции (Réseau des IAE), объединяющую 33 аналогичных института.
Институт расположен в старой части города Лилль, и в числе его выпускников более 18 тыс. человек. Лилльский институт управления участвует в программе Эразмус, и имеет соглашения об обмене студентами с рядом университетов Европы, Азии и Америки.

## История
Институт был создан в 1956 году Гастоном Берже, бывшим министром высшего образования Франции. Первым ректором, был избран
Мишель Вассёр (Michel Vasseur). Он оставался главой института до 1967 года.
Изначально ЛИУ специализировался на обучении инженеров управлению предприятием. В 1972 году, институт был прикреплен к Университету Лилль-1.

## Программы обучения
В числе академических программ, преподаваемых в ЛИУ:
- Финансы, бухучет и аудит
- Социология
- Инженерия и управление
- Управление персоналом
- Управление земельными ресурсами
- Управление проектами
- Предпринимательство
- Маркетинг, директ-маркетинг, продажи и коммерция
- Коммуникация

## Исследования
Лилльский институт управления является одной из немногих управленческих университетов, имеющих собственный исследовательский центр (LEM) и также входит во французский центр научных исследований (CNRS).
Исследователи организованы в 4 рабочие группы:
- CERF: корпоративные и рыночные финансы
- EREM: маркетинг
- GRAPHE: Управление персоналом, менеджмент и предпринимательство
- GREMCO: стратегия и контроль.

## Рейтинг
Лилльский институт управления в 2007 году занял 10 место в рейтинге бизнес-школ Франции, составленном журналом Le Nouvel Economiste.